# Sarcophaga allisoni
Sarcophaga allisoni är en tvåvingeart som beskrevs av Sugiyama, Shinonaga och Tadao Kano 1988. Sarcophaga allisoni ingår i släktet Sarcophaga och familjen köttflugor. Inga underarter finns listade i Catalogue of Life.